# Integument
Integument je skrajni (zunanji) sloj tkiva, ki pokriva nek organizem ali organ. Izraz izhaja iz latinskega izraza integumentum, kar v slovenščini pomeni prevleka. V prenesenem pomenu lahko termin prevajamo tudi kot ogrinjalo ali preobleka. Izraz integument se najpogosteje uporablja v zvezi s slojem tkiv, ki prekrivajo zunanje površine živali, redkeje se iste besede poslužujejo tudi v botaniki, kjer integument navadno predstavlja enojno ali dvojno ovojnico rastlinske semenske zasnove.

## Vloga integumenta
Integument opravlja raznovrstne funkcije, precej variabilna pa je tudi njegova zgradba. Med bistvene vloge integumenta spadajo zaščita pred škodljivimi zunanjimi dejavniki (denimo mehanskimi in kemičnimi dražilci, različnimi mikroorganizmi, ki poskušajo vstopiti v notranjost telesa, ultravijoličnim sevanjem, izgubo toplote in vode), interakcija z okoljem (na primer komunikacija z drugimi bitji), sprejemanje dražljajev (na primer zaznavanje bolečine in dotika), prehajanje snovi med notranjim in zunanjim okoljem organizma, termoregulacija (ohranjanje stalne telesne temperature), izjemoma pa služi tudi gibanju (na primer premikanje s pomočjo omigetalčenih ali običkanih epidermalnih celic pri manjših organizmih) ali opravlja različne presnovne reakcije (na primer sinteza vitamina D3 v koži).
Pri nekaterih živih bitjih je integument sloj tkiva, ki omogoča dihanje (prehajanje dihalnih plinov v obeh smereh), izločanje (neposredno izločanje odpadnih snovi skozi telesno površino s pomočjo difuzije ali drugačnih mehanizmov) ali prehranjevanje (neposreden privzem skozi celično membrano, fagocitoza večjih organskih delcev ali manjših organizmov in pinocitoza zunanje tekočine ter molekul v njej).

## Pregled različnih integumentov
Za različne skupine organizmov so značilni raznoliki tipi integumenta, ki ima mnogokrat tudi specifične funkcije, temelječe na svoji zgradbi.

### Praživali
Praživali (Protozoa) so enoceličarji, ki se jih je nekoč zaradi njihovih naprednih značilnosti pogosto uvrščalo med živali. Tudi njihov integument običajno ni zgolj preprosta celična membrana, ampak ima velikokrat dodatne sestavine, ki tem organizmom pomagajo pri delovanju. Delež praživali je obdan s celično membrano, medtem ko je integument drugih protozojev kompleksnejši, saj ga gradi tako imenovana pelikula, ki jo v glavnem sestavljajo beljakovine. Prednost pelikule je boljša zaščita organizma pred vplivi okolja, olajšano pa je tudi gibanje, saj pelikula prenese silo, ki so jo proizvedli bički ali migetalke, na celotno celico. Po drugi strani je celična membrana bolj prehodna, saj lahko skoznjo poteka neposredno izmenjavanje plinov in izločanje odpadnih snovi.
Karakteristično oblikovano in odebeljeno pelikulo imajo denimo evglenofiti, pri katerih ima lahko beljakovinska plast tudi udore, s pomočjo katerih zmorejo te praživali do neke mere spreminjati obliko, kar imenujemo metabolija. Integument bičkarjev, Flagellata, ki jih prav tako uvrščamo med praživali, je celična membrana, za katero so značilne številne gube in beljakovinske fibrile, ki pripomorejo k trdnejši zgradbi. Pri nekaterih bičkarjih, ki so bolj podobni rastlinam, je zunanji ovoj zgrajen iz celuloze. Preobraženo celično membrano najdemo tudi pri korenonožcih, Rhizopoda (kamor spadajo na primer amebe), katerih membrana je pogosto zmožna izločanja raznih mukopolisaharidov, redkeje pa te praživali ovija pelikula. Kompleksnejši integument obdaja praživali trosovce, Sporozoa (kamor spada na primer plazmodij, povzročitelj malarije), saj ga sestavljajo kar tri membrane (skrajno zunanja je celična membrana) in citoskeletni elementi mikrotubuli. Tovrsten tip integumenta pogosto imenujemo korteks, med njegove vloge pa velikokrat spada tudi vzdrževanje stalne celične oblike.

### Spužve
Zunanji ovoj spužev (Porifera) predstavlja tako imenovani pinakoderm, zgrajen iz pinakocit (posebnih sploščenih epidermalnih celic, ki vsebujejo tudi filamente, odgovorne za krčenje). Integument je prepreden s številnimi porami, ki jih tvorijo podolgovate in valjaste celice porocite, za katere je značilen obsežen znotrajcelični prostor, ki ga uporabljajo kot kanalček (poro). Porocite so namenjene nadzorovanju vodnega toka.

### Ožigalkarji
Pri ožigalkarjih (Cnidaria) se kot integument pojavlja visoko diferenciran epidermis, ki obkroža značilno vrečasto telo meduz in polipov. Večji delež epidermisa sestavljajo epitelnomišične celice, ki so ime dobile po vsebnosti miofibril, v manjši količini pa so zastopane živčne in receptorske celice. Ožigalkarji so svoje ime dobili po zmožnosti ožiganja (s katerim se lahko branijo, omrtvičijo plen ali celo pritrjajo na substrat), ki ga omogočajo celice knidocite, v katerih nastajajo bodeči celični organeli, imenovani knide ali nematociste. Ob vbodu drugega organizma se lahko iz teh organelov sprosti strup.

### Ploski črvi
Integument vrtinčarjev (Turbellaria) je enocelični epidermis, za katerega so značilne številne omigetalčene celice, ki omogočajo premikanje. Na membranah epidermalnih celic nekaterih vrtinčarjev so prisotni izrastki mikrovili. V epidermisu se nahajajo tudi nekatere žlezne celice, med katerimi izstopajo predvsem sluzne (mukozne) žleze, ki izločajo sluz (mukus). Posebnost vrtinčarjev so strelne palčice ali rabditi, ki jih s sekrecijo izločijo določene celice epidermisa in so namenjene obrambi organizmov. Pod slojem epidermisa leži bazalna membrana.
Med ploske črve ali ploskavce spadajo tudi sesači (Trematoda) in trakulje (Cestoda), ki imajo karakteristični tip integumenta. Epidermis teh dveh skupin je namreč ugreznjen v notranjost, zunanjo plast pa tako predstavlja sincicij (mnogojedrni skupek citoplazme, ki jo omejuje celična membrana). Ugreznjena so tudi celična jedra, ki so nameščena v neposredni bližini bazalne lamine, na kateri leži epidermis. Ugreznjenemu epidermisu odraslih parazitskih ploskih črvov pravimo neodermis, iz česar izvira ime klada Neodermata, ki mu pripadajo tako sesači kot tudi trakulje. Posebnost sesačev so ošiljeni beljakovinski izrastki, trni, ki so prav tako del epidermisa, medtem ko imajo epidermalne celice trakulj velik del apikalne (gornje) površine posejan z mikrovili, s pomočjo katerih se ti ploski črvi hranijo (neposredna absorpcija snovi iz okolice).

### Členonožci
Pri členonožcih (Arthropoda) se kot integument pojavlja kompaktna večplastna hitinska kutikula, v kateri so prisotne razne žlezne in čutilne celice. Večslojna trdna kutikula ima pomembno vlogo pri oblikovanju telesa in omogočanju njegove stabilnosti, pripomore pa tudi k zmanjševanju izgube vode in zaščiti pred nekaterimi plenilci. Kutikula ni zgolj integument, ampak predstavlja tudi zunanje ogrodje (eksoskelet) členonožcev, ki omogoča premikanje.
V tesni povezavi s kutikulo je pojav levitve, v katerem členonožci zaradi svoje rasti nadomestijo staro neprožno kutikulo z novo, ki jo postopoma sintetizirajo spodaj ležeče epidermalne celice. Gradbene snovi prihajajo na zunanje sloje po različnih kanalčkih, ki prepredajo kutikulo.
Večplastno kutikulo običajno gradijo trije (redkeje štirje) sloji: tanka zunanja epikutikula, vmesna eksokutikula in notranja endokutikula. Kadar so plasti štiri, se med ekso- in endokutikulo nahaja še mezokutikula. Na desni sliki je viden tudi sloj epidermisa, ki leži neposredno pod endokutikulo, in bazalna membrana, nameščena pod epidermisom.

### Vretenčarji
Posebnost integumenta vretenčarjev (Vertebrata) je večplastnost, saj je za veliko večino nevretenčarjev značilen enoslojen epidermis (sestavljen zgolj iz ene plasti celic). Pomemben del vretenčarskega integumenta sta tudi vezivi usnjica (dermis) in pri homeotermnih (toplokrvnih) živalih podkožje (subkutis), ki sta tesno povezana z epidermisom (pokožnico ali povrhnjico). Usnjica in podkožje imata svoj embrionalni izvor v mezodermu, medtem ko je epidermis ektodermalnega porekla.
Različni razredi vretenčarjev imajo raznolike tipe integumentov. Pri ribah v epidermisu prevladujejo predvsem različne čutilne (kemoreceptorji) in žlezne celice, ki pri nekaterih vrstah izločajo strup. Ribja posebnost so tudi derivati, kot so denimo njihove luske, ki so običajno mezodermalnega porekla (derivati usnjice), ponekod pa izvirajo iz epidermisa (imajo ektodermalni izvor). Karakteristična lastnost dvoživk so mnoge raznolike žleze, kot so na primer sluzne in strupne žleze, epidermis teh živali pa je deloma poroženel. Večjo stopnjo poroženelosti in prepredenosti s keratinskimi vlakni izkazujejo plazilci, katerih luske so za razliko od ribjih epidermalnega porekla (izvirajo iz kličnega lista ektoderma). Zaradi tega je za plazilce značilna tudi levitev, v kateri se postopoma ali naenkrat (denimo pri kačah) odlušči gornji sloj epidermisa.
Integument sesalcev, pogosto imenovan koža, odlikuje veliko število različnih derivatov. Redkeje se pojavljajo luske, ki jih imajo denimo glodavci na svojih repih in pasavci na svojem telesu (njihove luske so sekundarnega izvora). Poznanih je več poroženelih struktur, ki so značilne za posamične sesalčje taksone; rogovi, rogovje, nohti in kremplji. Raznovrstne tvorbe so prisotne tudi v usnjici, kjer najdemo mnoge žleze in žlezne celice (mlečne žleze, trtične žleze, lojnice, znojnice, dišavne žleze itd.) in dlake (ugreznjene v usnjico, izvirajo pa iz epidermisa).